# Internationella finansinstitutet
Internationella finansinstitutet skapades 1983 av 38 stora banker.

## Medlemmar
IFI:s medlemmar är de flesta av världens största affärsbanker och investmentbanker, liksom ett växande antal försäkrings- och kapitalförvaltningsföretag. Associerade medlemmar är multinationella företag, handelsföretag, exportkreditinstitut och övriga multilaterala organ. Ungefär hälften av institutets medlemmar är Europabaserade finansiella institutioner, och representation från de ledande finansinstituten i nya industriländer s.k. utvecklingsländer ökar också stadigt. Idag har institutet mer än 370 medlemmar och har huvudkontor i mer än 60 länder.

## Tidigare ordförande
- William S. Ogden (Styrelsemedlem för skapande och framtagande av kommitté och interimsstyrelse, 1983)
- Richard D. Hill (1984-1986)
- Barry F. Sullivan (1986-1991)
- Antoine Jeancourt-Galignani (1991-1994)
- William R. Rhodes, (april - oktober 1994)
- Toyoo Gyohten (1994-1997)
- Georges Blum (1997-1998)
- Sir John R.H. Bond (1998-2003)
- Josef Ackermann (2003 - nuvarande)